# Hwasa
Ahn Hye-jin (hangul: 안혜진), mer känd under artistnamnet Hwasa (hangul: 화사), född 23 juli 1995 i Jeonju, är en sydkoreansk sångerska, rappare och låtskrivare.
Hon har varit medlem i den sydkoreanska tjejgruppen Mamamoo sedan gruppen debuterade 2014 och har skrivit flera av gruppens låtar.

## Diskografi

### Singlar
| År        | Titel                                                 | Topplacering          |
| År        | Titel                                                 | Sydkorea (Gaon Chart) |
| Samarbete | Samarbete                                             | Samarbete             |
| --------- | ----------------------------------------------------- | --------------------- |
| 2016      | "Dab Dab" (med Moonbyul)                              | 69                    |
| 2017      | "Love Comes" (med Esna)                               | —                     |
| Medverkan |                                                       |                       |
| 2013      | "Fingernail" (av Phantom)                             | —                     |
| 2013      | "Break Up for You, Not Yet for Me" (av Park Shin-hye) | —                     |
| 2014      | "Boy Jump" (av Baechigi)                              | 80                    |
| 2015      | "Drinks Up" (av Ja Mezz)                              | —                     |
| 2015      | "Mileage" (av Primary)                                | 45                    |
| 2015      | "Call Me" (av Basick & Lil Boi)                       | 26                    |
| 2015      | "Love Talk" (av Kisum)                                | 43                    |
| 2016      | "Ddang" (av Suran)                                    | —                     |
| 2016      | "Nice" (av Basick)                                    | 100                   |
| 2016      | "HookGA" (av High4:20)                                | —                     |
| 2017      | "I Am Me" (av San E)                                  | 61                    |